# Lista de jogos da série Mario (por gênero)
Esta é uma lista de Video-games em que o personagem Mario aparece, ou jogos com outros personagens da série Mario, todos organizados por gênero. Ao longo dos anos, Mario, junto com o seu irmão Luigi, têm estrelado vários jogos, geralmente interpretando diferentes papéis.

## Plataforma
Esta categoria inclui os jogos principais da série Mario: jogos de plataforma (em 2D e em 3D) nos quais Mario é o principal personagem jogável.

### SérieMario
| Título                             | Lançamento              | Desenvolvedor(a) | Plataforma |
| ---------------------------------- | ----------------------- | --- | --- |
| Donkey Kong                        | 9 de julho de 1981      | - Nintendo - Atari - Coleco - Nintendo, Research & Development 1 - Atari Corporation - Syndein Systems - Human Engineered Software - K-Byte - Ocean Ltd. - Sentient Software                                                                    | - Nintendo Switch - Nintendo Entertainment System - Arcade - Wii - Atari 2600 - Game Boy Advance - ColecoVision - Nintendo 3DS - Commodore 64 - Wii U - Intellivision - Microsoft Windows - ZX Spectrum - MSX - Atari 7800 - Família Atari de 8-bits - Family Computer Disk System (Famicom Disk System) - IBM PC - MS-DOS - Apple II - Commodore VIC-20 - Amstrad CPC - TI-99/4A - Coleco Adam |
| Mario Bros.                        | 14 de julho de 1983     | - Nintendo - Atari - Atari, Inc. - Intelligent Systems - Ocean Software - Hamster Corporation - Nintendo Research & Development 1 - Sculptured Software - Nintendo Research & Development 2 - Atarisoft - Choice Software - Westside Soft House | - Nintendo Switch - Nintendo Entertainment System - Wii - Arcade - Nintendo 3DS - Game Boy Advance - Wii U - Nintendo GameCube - Atari 2600 - Family Computer Disk System (Famicom Disk System) - Commodore 64 - Família Atari de 8-bits - Atari 7800 - ZX Spectrum - Apple II - ColecoVision - Atari 5200 - FM-7 - Amstrad CPC - NEC PC-8801                                                   |
| Super Mario Bros.                  | 13 de setembro de 1985  | - Nintendo - Nintendo Entertainment Analysis & Development - SRD Co., Ltd. - Nintendo R&D4 | - Nintendo Entertainment System - Nintendo Switch - Wii - Family Computer Disk System (Famicom Disk System) - Wii U - Nintendo 3DS - Game Boy Advance - Arcade |
| Super Mario Bros.: The Lost Levels | 3 de junho de 1986      | - Nintendo Entertainment Analysis & Development - Nintendo | - Family Computer Disk System - Nintendo Switch - Wii - Wii U - Nintendo 3DS - Game Boy Advance |
| Super Mario Bros. 2                | 9 de outubro de 1988    | - Nintendo - Nintendo Entertainment Analysis & Development - Nintendo Research & Development 2 | - Nintendo Entertainment System - Nintendo 3DS - Super Nintendo Entertainment System - Wii - Game Boy Advance - Wii U - Arcade - PlayChoice-10 |
| Super Mario Bros. 3                | 23 de outubro de 1988   | - Nintendo - Nintendo Entertainment Analysis & Development - Nintendo R&D4 | - Nintendo Entertainment System - Nintendo Switch - Wii - Nintendo 3DS - Wii U - PlayChoice-10 |
| Super Mario Land                   | 21 de abril de 1989     | - Nintendo - Nintendo Research & Development 1 | - Game Boy - Nintendo Switch - Nintendo 3DS |
| Super Mario World                  | 21 de novembro de 1990  | - Nintendo - Nintendo Entertainment Analysis & Development | - Super Nintendo Entertainment System - Nintendo Switch - Game Boy Advance - Wii - Wii U - Arcade - New Nintendo 3DS |
| Super Mario Land 2: 6 Golden Coins | 21 de outubro de 1992   | - Nintendo Research & Development 1 - Nintendo - Nintendo Software Planning & Development | - Nintendo Switch - Game Boy - Nintendo 3DS |
| Super Mario 64                     | 23 de junho de 1996     | - Nintendo - Nintendo Entertainment Analysis & Development | - Nintendo 64 - Nintendo Switch - Wii - Wii U - iQue Player |
| Super Mario Sunshine               | 19 de julho de 2002     | - Nintendo Entertainment Analysis & Development | - Nintendo GameCube |
| New Super Mario Bros.              | 15 de maio de 2006      | - Nintendo Entertainment Analysis & Development | - Nintendo DS - Wii U |
| Super Mario Galaxy                 | 1 de novembro de 2007   | - Nintendo Entertainment Analysis & Development - Nintendo EAD Tokyo - Nintendo Entertainment Planning & Development | - Wii - Wii U - NVIDIA Shield Android TV |
| New Super Mario Bros. Wii          | 12 de novembro de 2009  | - Nintendo Entertainment Analysis & Development - Nintendo EAD Tokyo | - Wii |
| Super Mario Galaxy 2               | 23 de maio de 2010      | - Nintendo EAD Tokyo - Nintendo Entertainment Analysis & Development | - Wii U - Wii |
| Super Mario 3D Land                | 3 de novembro de 2011   | - Nintendo Entertainment Analysis & Development - 1-UP Studio | - Nintendo 3DS |
| New Super Mario Bros. 2            | 28 de julho de 2012     | - Nintendo Entertainment Analysis & Development | - Nintendo 3DS |
| New Super Mario Bros. U            | 18 de novembro de 2012  | - Nintendo - Nintendo Entertainment Analysis & Development | - Wii U - Nintendo Switch |
| Super Mario 3D World               | 21 de novembro de 2013  | - Nintendo - Nintendo EAD Tokyo - Nintendo Entertainment Analysis & Development - 1-UP Studio | - Nintendo Switch - Wii U |
| Super Mario Maker                  | 10 de setembro de 2015  | - Nintendo Entertainment Planning & Development | - Nintendo 3DS - Wii U |
| Super Mario Odyssey                | 27 de outubro de 2017   | - Nintendo - Nintendo Entertainment Planning & Development | - Nintendo Switch |
| New Super Mario Bros. U Deluxe     | 11 de janeiro de 2019   | - Nintendo Entertainment Analysis & Development | - Nintendo Switch |
| Super Mario Maker 2                | 28 de junho de 2019     | - Nintendo Entertainment Planning & Development | - Nintendo Switch |
| Bowser's Fury                      | 12 de fevereiro de 2021 | - Nintendo Entertainment Planning & Development - Nintendo Entertainment Analysis & Development | - Nintendo Switch |
| Super Mario Bros. Wonder           | 20 de outubro de 2023   | - Nintendo - Nintendo Entertainment Planning & Development | - Nintendo Switch |

### Spin-offs
Vários personagens secundários passaram a estrelar seus próprios jogos de plataforma, nos quais Mario não é o personagem principal.
| Título                              | Lançamento              | Desenvolvedor(a)                                                                                                  | Plataforma |
| ----------------------------------- | ----------------------- | --- | --- |
| Donkey Kong Jr.                     | agosto de 1982          | - Coleco - Nintendo Research & Development 1 - Nintendo - Nintendo Research & Development 2 - Hamster Corporation | - Nintendo Switch - ColecoVision - Game & Watch - Intellivision - Coleco Adam - Atari 7800 - Nintendo Entertainment System - Family Computer Disk System (Famicom Disk System) - Atari 2600 - Wii - Família Atari de 8-bits - Arcade - Wii U - Game Boy Advance - Commodore 64 - BBC Micro - Nintendo 3DS |
| Wario Land: Super Mario Land 3      | 21 de janeiro de 1994   | - Nintendo Research & Development 1 - Nintendo                                                                    | - Game Boy - Nintendo 3DS |
| Super Mario World 2: Yoshi's Island | 5 de agosto de 1995     | - Nintendo Entertainment Analysis & Development - Nintendo - Nintendo Research & Development 2                    | - Super Nintendo Entertainment System - Nintendo Switch - Game Boy Advance |
| Luigi's Mansion                     | 14 de setembro de 2001  | - Nintendo Entertainment Analysis & Development - Grezzo                                                          | - Nintendo GameCube - Nintendo 3DS |
| Yoshi's Story                       | 21 de dezembro de 1997  | - Nintendo Entertainment Analysis & Development - Nintendo                                                        | - Nintendo 64 - Nintendo Switch - Wii - iQue Player - Wii U |
| Super Princess Peach                | 27 de fevereiro de 2006 | - Tose - Nintendo - Nintendo Software Planning & Development                                                      | - Nintendo DS |
| Yoshi's Island DS                   | 13 de novembro de 2006  | - Artoon | - Wii U - Nintendo DS |
| New Super Luigi U                   | 19 de junho de 2013     | - Nintendo Entertainment Analysis & Development - Nintendo                                                        | - Nintendo Switch - Wii U |
| Luigi's Mansion: Dark Moon          | 20 de março de 2013     | - Nintendo - Next Level Games                                                                                     | - Nintendo Switch - Nintendo 3DS - Arcade |
| Dr. Luigi                           | 31 de dezembro de 2013  | - Arika - Nintendo Software Planning & Development                                                                | - Wii U |
| Yoshi's New Island                  | 14 de março de 2014     | - Arzest | - Nintendo 3DS |
| Yoshi's Woolly World                | 25 de junho de 2015     | - Good-Feel | - Wii U - Nintendo 3DS |
| Poochy & Yoshi's Woolly World       | 19 de janeiro de 2017   | - Good-Feel - Nintendo                                                                                            | - Nintendo 3DS |
| Yoshi's Crafted World               | 29 de março de 2019     | - Good-Feel | - Nintendo Switch |
| Luigi's Mansion 3                   | 31 de outubro de 2019   | - Next Level Games                                                                                                | - Nintendo Switch |

### Remakes
| Título                                     | Lançamento             | Desenvolvedor(a)                                                                               | Plataforma                                                  |
| ------------------------------------------ | ---------------------- | ---------------------------------------------------------------------------------------------- | ----------------------------------------------------------- |
| Super Mario All-Stars                      | 14 de julho de 1993    | - Nintendo Entertainment Analysis & Development - Nintendo                                     | - Super Nintendo Entertainment System - Wii                 |
| Super Mario All-Stars + Super Mario World  | 23 de dezembro de 1994 | - Nintendo Entertainment Analysis & Development - Nintendo                                     | - Super Nintendo Entertainment System                       |
| Super Mario Bros. Deluxe                   | 30 de abril de 1999    | - Nintendo                                                                                     | - Game Boy Color - Nintendo 3DS                             |
| Super Mario Advance                        | 21 de março de 2001    | - Nintendo Entertainment Analysis & Development - Nintendo Research & Development 2 - Nintendo | - Nintendo Switch - Game Boy Advance - Wii U                |
| Super Mario Advance 2: Super Mario World   | 14 de dezembro de 2001 | - Nintendo Entertainment Analysis & Development - Nintendo - Nintendo Research & Development 2 | - Nintendo Switch - Game Boy Advance - Wii U                |
| Super Mario Advance 3: Yoshi's Island      | 20 de setembro de 2002 | - Nintendo Research & Development 2 - Nintendo Entertainment Analysis & Development - Nintendo | - Nintendo Switch - Game Boy Advance - Wii U - Nintendo 3DS |
| Super Mario Advance 4: Super Mario Bros. 3 | 11 de julho de 2003    | - Nintendo Entertainment Analysis & Development - Nintendo - Nintendo Research & Development 2 | - Nintendo Switch - Game Boy Advance - Wii U                |
| Super Mario 64 DS                          | 21 de novembro de 2004 | - Nintendo Entertainment Analysis & Development - Nintendo                                     | - Nintendo DS - Wii U                                       |

## RPG

### Original
| Título                                     | Lançamento         | Desenvolvedor(a)                 | Plataforma                                                            |
| ------------------------------------------ | ------------------ | -------------------------------- | --------------------------------------------------------------------- |
| Super Mario RPG: Legend of the Seven Stars | 9 de março de 1996 | - Nintendo - Square - ArtePiazza | - Nintendo Switch - Super Nintendo Entertainment System - Wii - Wii U |

### Paper Mario
| Título                              | Lançamento             | Desenvolvedor(a)                 | Plataforma                                                  |
| ----------------------------------- | ---------------------- | -------------------------------- | ----------------------------------------------------------- |
| Paper Mario                         | 11 de agosto de 2000   | - Nintendo - Intelligent Systems | - Nintendo Switch - Nintendo 64 - Wii - Wii U - iQue Player |
| Paper Mario: The Thousand-Year Door | 22 de julho de 2004    | - Intelligent Systems            | - Nintendo Switch - Nintendo GameCube                       |
| Super Paper Mario                   | 9 de abril de 2007     | - Intelligent Systems            | - Wii - Wii U                                               |
| Paper Mario: Sticker Star           | 11 de novembro de 2012 | - Intelligent Systems            | - Nintendo 3DS                                              |
| Paper Mario: Color Splash           | 7 de outubro de 2016   | - Intelligent Systems            | - Wii U                                                     |
| Paper Mario: The Origami King       | 17 de julho de 2020    | - Intelligent Systems            | - Nintendo Switch                                           |

### Mario & Luigi
| Título                                                     | Lançamento              | Desenvolvedor(a)         | Plataforma                                |
| ---------------------------------------------------------- | ----------------------- | ------------------------ | ----------------------------------------- |
| Mario & Luigi: Superstar Saga                              | 17 de novembro de 2003  | - AlphaDream - Vanpool   | - Game Boy Advance - Nintendo 3DS - Wii U |
| Mario & Luigi: Partners in Time                            | 28 de novembro de 2005  | - AlphaDream             | - Wii U - Nintendo DS                     |
| Mario & Luigi: Bowser's Inside Story                       | 11 de fevereiro de 2009 | - AlphaDream             | - Nintendo DS                             |
| Mario & Luigi: Dream Team                                  | 12 de julho de 2013     | - AlphaDream - Good-Feel | - Nintendo 3DS                            |
| Mario & Luigi: Paper Jam                                   | 3 de dezembro de 2015   | - AlphaDream             | - Nintendo 3DS                            |
| Mario & Luigi: Superstar Saga + Bowser's Minions           | 6 de outubro de 2017    | - AlphaDream             | - Nintendo 3DS                            |
| Mario & Luigi: Bowser's Inside Story + Bowser Jr's Journey | 27 de dezembro de 2018  | - AlphaDream             | - Nintendo 3DS                            |
| Mario & Luigi: Brothership                                 | 7 de novembro de 2024   | •Acquire                 | • Nintendo Switch                         |

## Mario Party
| Título                     | Lançamento             | Desenvolvedor(a)                                    | Plataforma                                    |
| -------------------------- | ---------------------- | --------------------------------------------------- | --------------------------------------------- |
| Mario Party                | 18 de dezembro de 1998 | - Hudson Soft                                       | - Nintendo Switch - Nintendo 64               |
| Mario Party 2              | 17 de dezembro de 1999 | - Hudson Soft                                       | - Nintendo Switch - Nintendo 64 - Wii - Wii U |
| Mario Party 3              | 7 de dezembro de 2000  | - Hudson Soft                                       | - Nintendo Switch - Nintendo 64               |
| Mario Party 4              | 21 de outubro de 2002  | - Hudson Soft - Nintendo                            | - Nintendo GameCube                           |
| Mario Party 5              | 10 de novembro de 2003 | - Hudson Soft - Capcom                              | - Nintendo GameCube - Arcade                  |
| Mario Party 6              | 6 de dezembro de 2004  | - Hudson Soft                                       | - Nintendo GameCube                           |
| Mario Party Advance        | 13 de janeiro de 2005  | - Hudson Soft                                       | - Wii U - Game Boy Advance                    |
| Mario Party 7              | 7 de novembro de 2005  | - Hudson Soft - Nintendo                            | - Nintendo GameCube                           |
| Mario Party 8              | 29 de maio de 2007     | - Hudson Soft                                       | - Wii                                         |
| Mario Party DS             | 8 de novembro de 2007  | - Hudson Soft - Nintendo                            | - Nintendo DS - Wii U                         |
| Mario Party 9              | 2 de março de 2012     | - NDcube                                            | - Wii                                         |
| Mario Party: Island Tour   | 22 de novembro de 2013 | - NDcube                                            | - Nintendo 3DS                                |
| Mario Party 10             | 12 de março de 2015    | - NDcube - Nintendo Software Planning & Development | - Wii U                                       |
| Mario Party: Star Rush     | 7 de outubro de 2016   | - NDcube - Nintendo                                 | - Nintendo 3DS                                |
| Mario Party: The Top 100   | 10 de novembro de 2017 | - NDcube                                            | - Nintendo 3DS                                |
| Super Mario Party          | 5 de outubro de 2018   | - NDcube                                            | - Nintendo Switch                             |
| Mario Party Superstars     | 29 de outubro de 2021  | - NDcube                                            | - Nintendo Switch                             |
| Super Mario Party Jamboree | 17 de outubro de 2024  | •NDcube                                             | • Nintendo Switch                             |

## Esporte

### Golf
| Título                     | Lançamento              | Desenvolvedor(a) | Plataforma |
| -------------------------- | ----------------------- | --- | --- |
| Golf                       | 1 de maio de 1984       | - Nintendo Research & Development 2 - Nintendo - HAL Laboratory - Hudson Soft - Intelligent Systems - Hamster Corporation - Nintendo Entertainment Analysis & Development | - Nintendo Switch - Family Computer Disk System (Famicom Disk System) - Game Boy - Sharp X1 - NEC PC-8801 - Wii U - Nintendo Entertainment System - Game Boy Advance - Arcade - Nintendo 3DS |
| NES Open Tournament Golf   | 21 de fevereiro de 1987 | - Nintendo Research & Development 2 - Nintendo | - PlayChoice-10 - Wii - Wii U - Nintendo Entertainment System - Family Computer Disk System - Arcade - Nintendo 3DS                                                                          |
| Mario Golf                 | 11 de junho de 1999     | - Camelot Software Planning | - Nintendo Switch - Nintendo 64 - Game Boy - Game Boy Color - Wii - Wii U - Nintendo 3DS |
| Mario Golf: Toadstool Tour | 29 de julho de 2003     | - Camelot Software Planning | - Nintendo GameCube |
| Mario Golf: Advance Tour   | 22 de abril de 2004     | - Camelot Software Planning | - Game Boy Advance |
| Mario Golf: World Tour     | 1 de maio de 2014       | - Camelot Software Planning | - Nintendo 3DS |
| Mario Golf: Super Rush     | 25 de junho de 2021     | - Camelot Software Planning | - Nintendo Switch |

### Mario Kart
| Título                    | Lançamento             | Desenvolvedor(a)                                                                                | Plataforma                                                                               |
| ------------------------- | ---------------------- | ----------------------------------------------------------------------------------------------- | ---------------------------------------------------------------------------------------- |
| Super Mario Kart          | 27 de agosto de 1992   | - Nintendo Entertainment Analysis & Development - Nintendo                                      | - Super Nintendo Entertainment System - Nintendo Switch - Wii - Wii U - New Nintendo 3DS |
| Mario Kart 64             | 14 de dezembro de 1996 | - Nintendo Entertainment Analysis & Development - Nintendo                                      | - Nintendo 64 - Nintendo Switch - Wii - Wii U - iQue Player                              |
| Mario Kart Super Circuit  | 21 de julho de 2001    | - Intelligent Systems                                                                           | - Nintendo Switch - Game Boy Advance - Wii U - Nintendo 3DS                              |
| Mario Kart: Double Dash!! | 7 de novembro de 2003  | - Nintendo Entertainment Analysis & Development - Nintendo                                      | - Nintendo GameCube                                                                      |
| Mario Kart Arcade GP      | outubro de 2005        | - Namco - Nintendo                                                                              | - Arcade                                                                                 |
| Mario Kart DS             | 14 de novembro de 2005 | - Nintendo Entertainment Analysis & Development - Nintendo                                      | - Nintendo DS - Wii U                                                                    |
| Mario Kart Wii            | 10 de abril de 2008    | - Nintendo - Nintendo Entertainment Analysis & Development                                      | - Wii                                                                                    |
| Mario Kart 7              | 1 de dezembro de 2011  | - Nintendo Entertainment Analysis & Development - Retro Studios - Nintendo                      | - Nintendo 3DS                                                                           |
| Mario Kart 8              | 29 de maio de 2014     | - Nintendo - Nintendo Entertainment Analysis & Development                                      | - Wii U - Nintendo Switch                                                                |
| Mario Kart 8 Deluxe       | 27 de abril de 2017    | - Nintendo Entertainment Analysis & Development - Nintendo Entertainment Planning & Development | - Nintendo Switch                                                                        |
| Mario Kart Arcade GP VR   | 14 de julho de 2017    | - Bandai Namco Amusement                                                                        | - HTC Vive                                                                               |
| Mario Kart Tour           | 25 de setembro de 2019 | - Nintendo - DeNA - BANDAI NAMCO Studios - Nintendo Entertainment Planning & Development        | - Android - iOS                                                                          |

### Mario Tennis
| Título                   | Lançamento             | Desenvolvedor(a)                       | Plataforma                                                                |
| ------------------------ | ---------------------- | -------------------------------------- | ------------------------------------------------------------------------- |
| Mario Tennis             | 21 de julho de 2000    | - Camelot Software Planning - Nintendo | - Nintendo Switch - Nintendo 64 - Wii - Game Boy - Game Boy Color - Wii U |
| Mario Power Tennis       | 28 de outubro de 2004  | - Camelot Software Planning            | - Wii - Nintendo GameCube                                                 |
| Mario Tennis: Power Tour | 5 de dezembro de 2005  | - Camelot Software Planning - Nintendo | - Game Boy Advance - Wii U                                                |
| Mario Tennis Open        | 20 de maio de 2012     | - Camelot Software Planning            | - Nintendo 3DS                                                            |
| Mario Tennis Ultra Smash | 20 de novembro de 2015 | - Camelot Software Planning            | - Wii U                                                                   |
| Mario Tennis Aces        | 22 de junho de 2018    | - Camelot Software Planning            | - Nintendo Switch                                                         |

### Mario Strikers
Mario Strikers é uma série de vídeo-games de futebol, que foi desenvolvida pela Next Level Games e publicada pela Nintendo.
| Título                        | Lançamento             | Desenvolvedor(a)   | Plataforma          |
| ----------------------------- | ---------------------- | ------------------ | ------------------- |
| Super Mario Strikers          | 18 de novembro de 2005 | - Next Level Games | - Nintendo GameCube |
| Mario Strikers Charged        | 25 de maio de 2007     | - Next Level Games | - Wii - Wii U       |
| Mario Strikers: Battle League | 10 de junho de 2022    | - Next Level Games | - Nintendo Switch   |

### Mario Baseball
| Título                   | Lançamento          | Desenvolvedor(a)                                                      | Plataforma          |
| ------------------------ | ------------------- | --------------------------------------------------------------------- | ------------------- |
| Mario Superstar Baseball | 21 de julho de 2005 | - Now Production - Nintendo Software Planning & Development - Namco   | - Nintendo GameCube |
| Mario Super Sluggers     | 19 de junho de 2008 | - Now Production - Bandai Namco Entertainment - Bandai Namco Holdings | - Wii - Wii U       |

### Mario & Sonic
| Título                                               | Lançamento              | Desenvolvedor(a)                        | Plataforma                      |
| ---------------------------------------------------- | ----------------------- | --------------------------------------- | ------------------------------- |
| Mario & Sonic at the Olympic Games                   | 6 de novembro de 2007   | - Sega - Smilebit                       | - Wii - Nintendo DS             |
| Mario & Sonic at the Olympic Winter Games            | 13 de outubro de 2009   | - Sonic Team - Sega - Racjin - Smilebit | - Wii - Nintendo DS             |
| Mario & Sonic at the London 2012 Olympic Games       | 15 de novembro de 2011  | - Racjin - Sega                         | - Wii - Nintendo 3DS            |
| Mario & Sonic at the Sochi 2014 Olympic Winter Games | 8 de novembro de 2013   | - Sega                                  | - Wii U                         |
| Mario & Sonic at the Rio 2016 Olympic Games          | 18 de fevereiro de 2016 | - Smilebit - Arzest - Spike Chunsoft    | - Wii U - Nintendo 3DS - Arcade |

### Outros esportes
| Título                           | Lançamento             | Desenvolvedor(a)                                                                | Plataforma            |
| -------------------------------- | ---------------------- | ------------------------------------------------------------------------------- | --------------------- |
| Dance Dance Revolution Mario Mix | 24 de outubro de 2005  | - Konami - Nintendo - Hudson Soft                                               | - Nintendo GameCube   |
| Mario Hoops 3-on-3               | 27 de julho de 2006    | - Square Enix                                                                   | - Wii U - Nintendo DS |
| Mario Sports Mix                 | 25 de novembro de 2010 | - Nintendo Software Planning & Development - Square Enix                        | - Wii - Wii U         |
| Mario Sports Superstars          | 10 de março de 2017    | - Camelot Software Planning - BANDAI NAMCO Studios - Bandai Namco Entertainment | - Nintendo 3DS        |

## Puzzle

### Dr. Mario
| Título                  | Lançamento             | Desenvolvedor(a)                                                         | Plataforma |
| ----------------------- | ---------------------- | ------------------------------------------------------------------------ | --- |
| Dr. Mario               | 27 de julho de 1990    | - Nintendo Research & Development 1 - Nintendo                           | - Nintendo Switch - Game Boy - Nintendo Entertainment System - Wii U - Super Nintendo Entertainment System - Game Boy Advance - PlayChoice-10 - Arcade - Nintendo 3DS |
| Dr. Mario 64            | 9 de abril de 2001     | - Nintendo - Nintendo Research & Development 1                           | - Nintendo Switch - iQue Player - Nintendo 64 |
| Dr. Mario Online Rx     | 25 de março de 2008    | - Arika - Nintendo                                                       | - WiiWare - Wii |
| Dr. Mario Express       | 24 de dezembro de 2008 | - Arika                                                                  | - Nintendo DSi |
| Dr. Mario: Miracle Cure | 31 de maio de 2015     | - Nintendo Software Planning & Development - Arika                       | - Nintendo 3DS |
| Dr. Mario World         | 10 de julho de 2019    | - Nintendo Entertainment Planning & Development - NHN - Line Corporation | - Android - iOS |

### Mario vs. Donkey Kong
| Título                                      | Lançamento             | Desenvolvedor(a)                                                          | Plataforma                                |
| ------------------------------------------- | ---------------------- | ------------------------------------------------------------------------- | ----------------------------------------- |
| Donkey Kong                                 | 14 de junho de 1994    | - Pax Softnica - Nintendo Entertainment Analysis & Development - Nintendo | - Game Boy - Nintendo 3DS                 |
| Mario vs. Donkey Kong                       | 24 de maio de 2004     | - Nintendo Software Technology                                            | - Game Boy Advance - Nintendo 3DS - Wii U |
| Mario vs. Donkey Kong 2: March of the Minis | 25 de setembro de 2006 | - Nintendo Software Technology - Nintendo                                 | - Nintendo DS                             |
| Mario vs. Donkey Kong: Mini-Land Mayhem!    | 14 de novembro de 2010 | - Nintendo Software Technology                                            | - Nintendo DS                             |
| Mario & Donkey Kong: Minis on the Move      | 9 de maio de 2013      | - Nintendo Software Technology                                            | - Nintendo 3DS                            |
| Mario vs. Donkey Kong: Tipping Stars        | 5 de março de 2015     | - Nintendo Software Technology                                            | - Wii U - Nintendo 3DS                    |
| Mini Mario & Friends: Amiibo Challenge      | 28 de janeiro de 2016  | - Nintendo Software Technology                                            | - Wii U - Nintendo 3DS                    |

### Mario's Picross
| Título                | Lançamento             | Desenvolvedor(a)                                  | Plataforma                                                                               |
| --------------------- | ---------------------- | ------------------------------------------------- | ---------------------------------------------------------------------------------------- |
| Mario's Picross       | 1 de março de 1995     | - Jupiter - Creatures Inc.                        | - Game Boy - Nintendo 3DS                                                                |
| Mario's Picross 2     | 19 de outubro de 1996  | - Jupiter - Creatures Inc.                        | - Game Boy - Super Nintendo Entertainment System - Nintendo 3DS                          |
| Mario's Super Picross | 14 de setembro de 1995 | - Jupiter - Nintendo - Creatures Inc. - Ape, Inc. | - Nintendo Switch - Super Nintendo Entertainment System - Wii - Wii U - New Nintendo 3DS |

### Mario & Wario
| Título        | Lançamento           | Desenvolvedor(a) | Plataforma                            |
| ------------- | -------------------- | ---------------- | ------------------------------------- |
| Mario & Wario | 27 de agosto de 1993 | - Game Freak     | - Super Nintendo Entertainment System |

### Hotel Mario
| Título      | Lançamento         | Desenvolvedor(a)                                                        | Plataforma |
| ----------- | ------------------ | ----------------------------------------------------------------------- | ---------- |
| Hotel Mario | 5 de abril de 1994 | - Philips Interactive Media - Fantasy Factory - Philips Fantasy Factory | - CD-i     |

### Yoshi's Cookie
| Título                                   | Lançamento             | Desenvolvedor(a)                         | Plataforma                                                                             |
| ---------------------------------------- | ---------------------- | ---------------------------------------- | -------------------------------------------------------------------------------------- |
| Yoshi's Cookie                           | 21 de novembro de 1992 | - Tose - Nintendo                        | - Game Boy - Super Nintendo Entertainment System - Wii - Nintendo Entertainment System |
| Yoshi no Cookie: Kuruppon Oven de Cookie | 30 de dezembro de 1994 | • National Human Electronics (Panasonic) | • Super Nintendo Entertainment System                                                  |

Nestes jogos, Mario não é o personagem principal, mas há diversas aparições do mesmo.

### Wrecking Crew
Os jogos da série Wrecking Crew, lançados para NES e Super Nintendo, combinam ação com puzzle. Os jogadores controlam Mario, que deve lascar todas as paredes de pedra em cada torre, evitando inimigos para estar seguro de não ser aprisionado. Em 1998, uma sequela foi criada, colocando Wrecking Crew em um formato mais parecido com um jogo de puzzle.
| Título            | Lançamento          | Desenvolvedor(a)                                                                                          | Plataforma |
| ----------------- | ------------------- | --- | --- |
| Wrecking Crew     | 18 de junho de 1985 | - Pax Softnica - Nintendo Research & Development 1 - Nintendo - Intelligent Systems - Hamster Corporation | - Nintendo Switch - Wii - Family Computer Disk System (Famicom Disk System) - Nintendo Entertainment System - Wii U - Game Boy Advance - Arcade - Nintendo 3DS |
| Wrecking Crew '98 | 23 de maio de 1998  | - Pax Softnica - Nintendo Research & Development 1 - Nintendo - Pax Softonica                             | - Nintendo Switch - Super Nintendo Entertainment System - Wii U                                                                                                |

## Luta
Os jogos a seguir reúnem, além de personagens da série Mario, personagens de outras franquias da Nintendo, como Zelda, Kirby, Star Fox e outros.
| Título                                     | Lançamento             | Desenvolvedor(a)                                                                                               | Plataforma                        |
| ------------------------------------------ | ---------------------- | --- | --------------------------------- |
| Super Smash Bros.                          | 21 de janeiro de 1999  | - HAL Laboratory                                                                                               | - Nintendo 64 - Wii - iQue Player |
| Super Smash Bros. Melee                    | 21 de novembro de 2001 | - HAL Laboratory                                                                                               | - Nintendo GameCube               |
| Super Smash Bros. Brawl                    | 31 de janeiro de 2008  | - Nintendo - Masahiro Sakurai - Sora Ltd. - Monolith Soft - Toylogic - Game Arts - Paon Corporation            | - Wii                             |
| Super Smash Bros. for Nintendo 3DS e Wii U | 13 de setembro de 2014 | - Masahiro Sakurai - Sora Ltd. - BANDAI NAMCO Studios - Bandai Namco Entertainment - Namco Bandai Studios Inc. | - Nintendo 3DS - Wii U            |
| Super Smash Bros. Ultimate                 | 7 de dezembro de 2018  | - Sora Ltd. - Masahiro Sakurai - BANDAI NAMCO Studios - Nintendo Entertainment Planning & Development          | - Nintendo Switch                 |

## Outros
| Título                                         | Lançamento             | Desenvolvedor(a)                                                                            | Plataforma                                                  |
| ---------------------------------------------- | ---------------------- | ------------------------------------------------------------------------------------------- | ----------------------------------------------------------- |
| Super Mario Bros. Special                      | 1986                   | - Hudson Soft                                                                               | - Sharp X1 - NEC PC-8801                                    |
| Famicom Grand Prix: F-1 Race                   | 30 de outubro de 1987  | - Nintendo - SRD Co., Ltd. - HAL Laboratory - Nintendo Entertainment Analysis & Development | - Family Computer Disk System                               |
| Famicom Grand Prix II: 3D Hot Rally            | 14 de abril de 1988    | - HAL Laboratory - Nintendo Research & Development 1                                        | - Family Computer Disk System                               |
| Tetris                                         | janeiro de 1988        | - Blue Planet Software - Nintendo Research & Development 1 - Nintendo                       | - Nintendo Entertainment System - Game Boy Advance - Mac OS |
| Mario Paint                                    | 14 de julho de 1992    | - Nintendo Research & Development 1 - Nintendo - Intelligent Systems                        | - Super Nintendo Entertainment System                       |
| Hotel Mario                                    | 5 de abril de 1994     | - Philips Interactive Media - Fantasy Factory - Philips Fantasy Factory                     | - CD-i                                                      |
| Mario Clash                                    | 28 de setembro de 1995 | - Nintendo Research & Development 1 - Nintendo Research and Development 3                   | - Virtual Boy                                               |
| Mario no Photopi                               | 2 de dezembro de 1998  | - Nintendo - Tokyo Electron                                                                 | - Nintendo 64                                               |
| Mario Artist                                   | 11 de dezembro de 1999 | - Nintendo Entertainment Analysis & Development                                             | - 64DD                                                      |
| Mario Pinball Land                             | 26 de agosto de 2004   | - Silverball Studios                                                                        | - Game Boy Advance                                          |
| Fortune Street                                 | 1 de dezembro de 2011  | - Square Enix - Marvelous                                                                   | - Wii                                                       |
| Puzzle & Dragons Z + Super Mario Bros. Edition | 29 de abril de 2015    | - GungHo Online                                                                             | - Nintendo 3DS                                              |

## Jogos educativos
Os seguintes jogos educativos do Mario foram licenciados pela Nintendo, mas não foram produzidos e nem publicados pela Nintendo.
| Título                                      | Lançamento              | Desenvolvedor(a)                                               | Plataforma |
| ------------------------------------------- | ----------------------- | -------------------------------------------------------------- | --- |
| Super Mario Bros. & Friends: When I Grow Up | 1991                    |                                                                | - DOS |
| Mario Is Missing!                           | 1992                    | - Software Toolworks - Radical Entertainment - JumpStart Games | - Microsoft Windows - Macintosh - Super Nintendo Entertainment System - Nintendo Entertainment System - DOS - MS-DOS - Mac OS |
| Mario's Time Machine                        | 1993                    | - Software Toolworks - Radical Entertainment - JumpStart Games | - Super Nintendo Entertainment System - Nintendo Entertainment System - Microsoft Windows - DOS - MS-DOS - Mac OS Classic     |
| Mario's Early Years: Fun with Numbers       | setembro de 1994        |                                                                | - Super Nintendo Entertainment System - DOS                                                                                   |
| Mario's Early Years: Fun with Letters       | 1993                    | - Software Toolworks - Mindscape                               | - Super Nintendo Entertainment System - DOS                                                                                   |
| Mario's Early Years: Preschool Fun          | 1994                    | - Mindscape                                                    | - Super Nintendo Entertainment System - DOS                                                                                   |
| Mario Teaches Typing                        | 8 de março de 1991      | - Interplay Entertainment - Presage Software                   | - Microsoft Windows - MS-DOS - Mac OS                                                                                         |
| Mario Teaches Typing 2                      | 1997                    | - Brainstorm                                                   | - Microsoft Windows - Macintosh - Mac OS                                                                                      |
| Mario's FUNdamentals                        | 23 de fevereiro de 1995 | - Presage Software - Interplay Entertainment                   | - Microsoft Windows - Macintosh - DOS - Mac OS Classic                                                                        |

## Jogos cancelados
Por certas razões, os seguintes jogos da série Mario foram anunciados, mas nunca foram lançados:
- Super Mario's Wacky Worlds (CD-i)[3]
- VB Mario Land (Virtual Boy)[4]
- Super Mario 64 2 (Nintendo 64)[5]
- Mario Artist: Game Maker (Nintendo 64DD)
- Mario Artist: Graphical Message Maker (Nintendo 64DD)
- Mario Artist: Sound Maker (Nintendo 64DD)
- Mario Artist: Video Jockey (Nintendo 64DD)
- Super Mario 128 (Game Cube / Wii)[6]
- Super Mario FX (Super Nintendo)[7]